# Oliver Stark

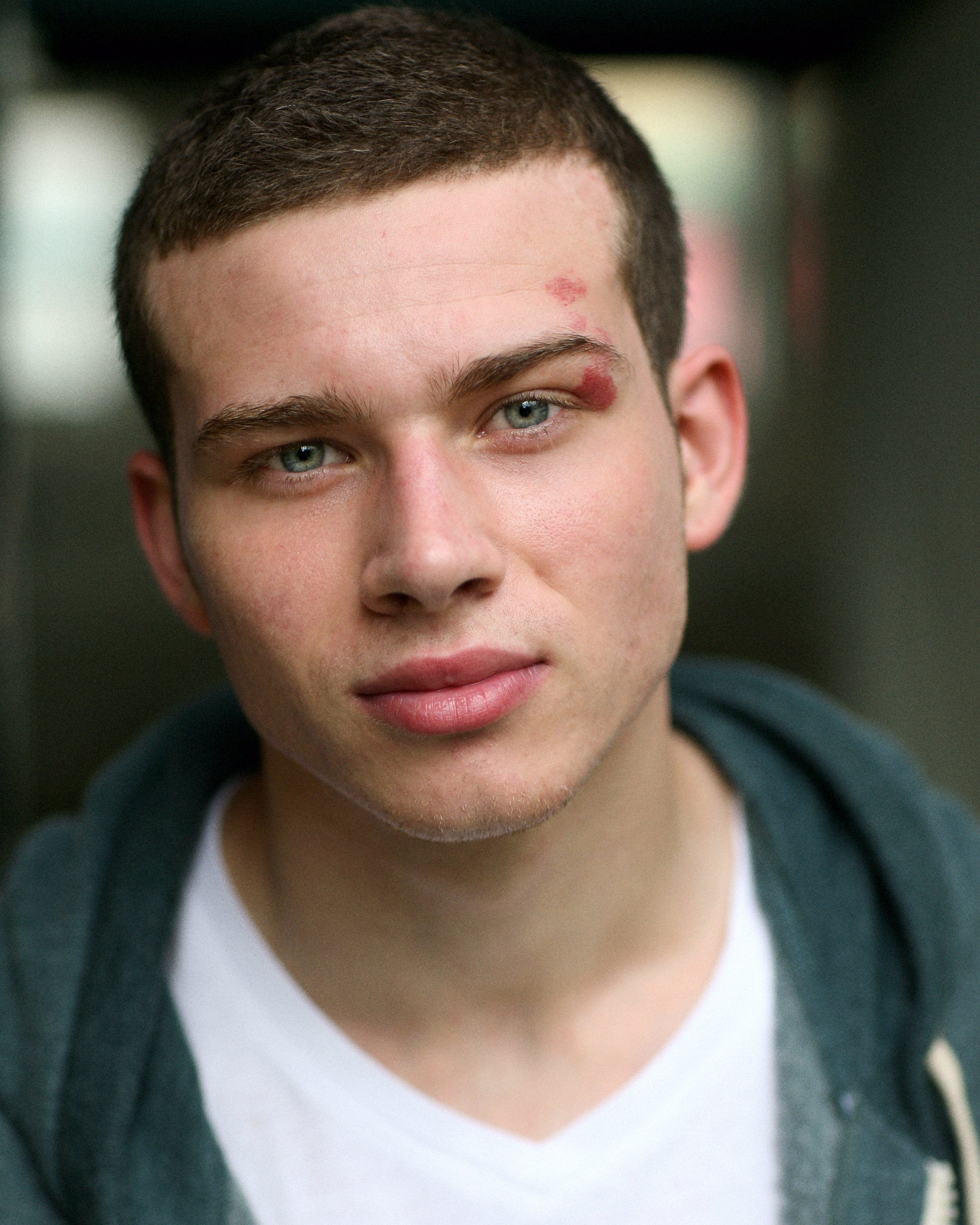
Oliver Stark

Oliver Stark (* 27. Juni 1991 in London) ist ein britischer Schauspieler.

## Leben
Starks erste professionelle Rolle war im März 2011 im vom UK Film Council geförderten Kurzfilm Follow unter der Regie von David Alexander, worin er die Hauptrolle des Corey spielte.
Er erhielt seine erste Rolle im Fernsehen in der Fernsehserie Casualty (BBC1), wo er die Hauptrolle des Kyle ‘K’ DeNane in der Episode 12 der Staffel 26 verkörperte, die im November 2011 ausgestrahlt wurde.
Im Januar 2012 übernahm Stark die Rolle des Eden im Fifth Dimension Theaterstück, Fatal Excuses. Starks Leistung wurde in einer Kritik von Remote Goat als phänomenal ('phenomenal') und atemberaubend ('Breathtaking') beschrieben.
Ferner spielte Stark im Kurzfilm Blud mit, der 2012 uraufgeführt wurde.
Stark spielte im Film Der Abenteurer – Der Fluch des Midas an der Seite von Michael Sheen, Sam Neill, und Aneurin Barnard im Mai 2012. Der Film basiert auf dem Buch von Graham Taylor und wurde im Dezember 2013 erstveröffentlicht.
Stark begann im Jahr 2013 Folgen für die Comedy-Central-Fernsehserie Big Bad World mit Blake Harrison und die BBC-Fernsehserie Luther, an der Seite von Idris Elba abzudrehen. Stark beendete Dreharbeiten an Mo Alis Film Montana – Rache hat einen neuen Namen, mit Adam Deacon, Michelle Fairley und Lars Mikkelsen.
Seit Januar 2018 verkörpert Stark den Feuerwehrmann Evan „Buck“ Buckley in der Fox-Fernsehserie 9-1-1. Diese Rolle spielt er auch in einer Folge des Spin-Offs 9-1-1: Lone Star.

## Filmografie (Auswahl)
- 2011: Casualty (Fernsehserie, eine Folge)
- 2012: Community – Der Schrecken kommt in deine Nachbarschaft (Community)
- 2013: Dracula (Fernsehserie, eine Folge)
- 2013: Der Abenteurer – Der Fluch des Midas (The Adventurer: The Curse of the Midas Box)
- 2013: Big Bad World (Fernsehserie, eine Folge)
- 2013: Luther (Fernsehserie, eine Folge)
- 2014: Montana – Rache hat einen neuen Namen (Montana)
- 2015: MindGamers
- 2015–2017: Into the Badlands (Fernsehserie, 12 Folgen)
- 2016: Underworld: Blood Wars
- seit 2018: 9-1-1: Notruf L.A. (9-1-1, Fernsehserie)
- 2021: 9-1-1: Lone Star (Fernsehserie, Episode 2x03)